# Trophée Giacomo Larghi
Le Trophée Giacomo Larghi (en italien : Trofeo Giacomo Larghi) est une course cycliste italienne disputée autour de Pregnana Milanese, en Lombardie. Créée en 2005, elle est organisée par l'UC Pregnana-Scout. 
Cette épreuve fait partie du calendrier régional de la Fédération cycliste italienne, en catégorie 1.20. Elle est par conséquent réservée aux coureurs espoirs (moins de 23 ans). 

## Parcours
Le parcours est formé par un circuit entièrement plat de 11,4 kilomètres emprunté à 12 reprises, soit une distance totale de 148 kilomètres. Il commence et se termine à Pregnana Milanese, tout en passant par les communes de Vanzago, Arluno et Cornaredo. C'est une compétition favorable aux sprinteurs. 

## Palmarès
| Année     | Vainqueur         | Deuxième         | Troisième            |        |
| --------- | ----------------- | ---------------- | -------------------- | ------ |
| 2005      | Francesco Tizza   | Alberto Zanardo  | Christian Puricelli  |        |
| 2006      | Enrico Montanari  | Mirko Bresaola   | Giovanni Carini      |        |
| 2007      | Bruno Rizzi       | Athos Pedretti   | Matteo Scaroni       |        |
| 2008      | Paolo Tomaselli   | Enrico Peruffo   | Vitaliy Buts         |        |
| 2009      | Andrea Guardini   | Filippo Baggio   | Giacomo Nizzolo      |        |
| 2010      | Andrea Guardini   | Loris Paoli      | Anatoliy Kashtan     |        |
| 2011      | Ruslan Karimov    | Mirko Nosotti    | Stefano Presello     |        |
| 2012      | Marco Benfatto    | Edoardo Costanzi | Nicola Ruffoni       |        |
| 2013      | Niccolò Bonifazio | Nicola Ruffoni   | Eduard-Michael Grosu |        |
| 2014      | Simone Consonni   | Luca Pacioni     | Davide Ballerini     |        |
| 2015      | Leonardo Fedrigo  | Marco Maronese   | Filippo Rocchetti    |        |
| 2016      | Riccardo Minali   | Marco Maronese   | Stefano Moro         |        |
| 2017      | Filippo Calderaro | Moreno Marchetti | Nikolai Shumov       |        |
| 2018      | Leonardo Fedrigo  | Daniele Cazzola  | Nicolò Gozzi         |        |
| 2019      | Stefano Moro      | Nicolás Gómez    | Elia Menegale        |        |
| 2020-2021 | annulé            | annulé           | annulé               | annulé |